# Hongkongia reptrix
Hongkongia reptrix es una especie de arañas araneomorfas de la familia Gnaphosidae.

## Distribución geográfica
Es endémica de Borneo, Bali y Java.